# Rue Albert de Cuyck
La rue Albert de Cuyck est une rue de la ville belge de Liège faisant partie du quartier administratif des Guillemins.

## Toponymie
Cette rue rend hommage à Albert de Cuyck, né vers 1130 et mort à Liège le 2 février 1200. Il fut prince-évêque de Liège de 1194 à 1200
et accorda aux Liégeois vers 1196 une célèbre charte de franchises consacrant les droits civils et individuels des citoyens de la cité établis par la coutume. La place des Franchises commémorant ce fait historique se trouve d'ailleurs à quelques encablures de la rue.

## Localisation
Cette artère plate et pavée comprenant un léger virage relie la rue de Sclessin à la rue de Fragnée.
Elle applique un sens de circulation automobile uniquement dans le sens Sclessin-Fragnée.

## Historique
Entre 1844 et 1877, le lieu était le cadre d'une exploitation de mines de houille. Après l'arrêt de l'exploitation,, le conseil communal de Liège autorisa le 12 avril 1886 l’ouverture d’une rue de 10 mètres de large. Le 17 décembre 1888, elle est dénommée rue Albert de Cuyck.

## Rues adjacentes
- Rue de Fragnée
- Rue de Sclessin

## Activités
La rue Albert de Cuyck est une rue résidentielle. Toutefois, l'école ICADI occupe l'angle avec la rue de Fragnée.